# Campo degli Sports
Il Campo degli Sports, chiamato informalmente Campo degli Sport, era uno stadio di calcio della città di Bari, sito nel quartiere Carrassi tra la seconda metà degli anni venti e la fine degli anni sessanta del Novecento.
Era situato fra le importanti Via Vaccarella (l'attuale Via Giulio Petroni) e Via Carbonara (ora Corso Benedetto Croce) e adiacente al carcere (immediatamente a nord di esso).
Fu utilizzato per gli incontri di casa delle squadre calcistiche baresi e per i vari tornei a carattere amichevole, dal 1925, anno in cui fu costruito e inaugurato, agli anni sessanta. Fu impiegato anche per manifestazioni sportive diverse dal Calcio. Nel 1967 fu demolito a scopo di pubblica utilità.
Quando fu costruito era uno dei migliori e maggiormente attrezzati stadi del Sud Italia.
Nei suoi primi dieci anni di servizio ha ospitato per quattro stagioni incontri di massimo livello calcistico.

## Storia
L'impianto fu costruito nel 1925 nel rione Carrassi di Bari (allora una delle zone d'espansione della città) su iniziativa del F.C. Liberty (alcuni giornali lo chiamarono infatti "Campo sportivo del FC Liberty") giacché la Piazza d'Armi, meglio conosciuta come "Campo San Lorenzo" e di proprietà militare, non riusciva più a soddisfare le esigenze crescenti dello stesso Liberty e dell'Ideale (entrambe militanti nel massimo campionato dell'epoca, la Prima Divisione), soprattutto per il largo seguito di pubblico che si andava sviluppando ma anche per dotare la città di Bari (che allora contava 120 000 abitanti) di un campo sportivo proprio (l'amministrazione comunale aveva mostrato poca disponibilità a sovvenzionare una simile opera).
Per la realizzazione dell'impianto il Liberty creò un'apposita società, la "Società Anonima S.A.S.", che acquistò il terreno e si occupò del progetto, realizzato dall'ingegner Pietro Giorgio, presidente del Liberty (che fu anche direttore dei lavori), e della costruzione.
Fu inaugurato l'8 dicembre 1925, alla presenza delle maggiori istituzioni politiche, militari ed ecclesiastiche cittadine del tempo, con la gara amichevole Liberty-Anconitana, vinta dai bianco-blu per 1-0 (goal di Costantino su rigore).
Fu sottoposto a dei primi lavori di adeguamento fra l'estate e l'autunno del 1928, per gli incontri dei galletti in Divisione Nazionale (durante questi lavori, i biancorossi disputarono gli incontri di casa nuovamente al San Lorenzo).
Il 4 agosto del 1929 il Campo degli Sport ospitò il secondo spareggio per la promozione dal Campionato Meridionale alla Serie B, disputato tra il Lecce ed il Taranto e vinto dai giallorossi 3-1. Per effetto di tale risultato il Lecce si laureò campione della Lega Sud di Prima Divisione.
Nel 1931, viste le aumentate esigenze soprattutto in termini di spettatori (anche per la promozione del Bari in Serie A, per la quale lo stadio non era regolamentare), fu indetta una licitazione privata per adeguare l'impianto alle norme vigenti, vinta dalla ditta Bucciero di Bari. Il progetto di modifica fu eseguito dall'ing. Vincenzo Danisi. A seguito di questi lavori il Campo degli Sports poté accogliere poco più di 10000 spettatori (comunque non era ancora uno stadio abbastanza adatto a una città in espansione e poteva concorrere poco con gli impianti coevi delle altre grandi città italiane). Benché la struttura fosse adeguatamente progettata e costruita fu più un'opera transitoria e nel 1934 fu sostituita dallo Stadio della Vittoria (che aveva una capienza di spettatori circa quattro volte maggiore).
L'ultimo incontro ufficiale della prima squadra del Bari, ivi disputato il 25 novembre 1934 fu Bari-Venezia (2-0). Da questo momento l'impianto fu utilizzato per gli allenamenti e gli incontri delle formazioni giovanili biancorosse, mentre nel secondo dopoguerra le rifondate Liberty e Ideale tornarono a utilizzarlo nelle serie dilettantistiche e fu utilizzato per diversi tornei (negli anni cinquanta e sessanta, nei giornali locali viene chiamato anche campo di Carrassi).
Nel secondo dopoguerra vi si tennero anche gare podistiche, gimkane e ippiche.
Nel 1967, per dare spazio alla mediana di collegamento del quartiere barese San Pasquale con la strada per Bitritto (mediana corrispondente all'attuale via Papa Giovanni XXIII) l'impianto fu completamente raso al suolo e ora non ne rimane più traccia.
Osservando le foto del vecchio impianto al cospetto del carcere, quest'ultimo rimasto fino ad ora immutato, si comprende abbastanza bene dov'era situato lo stadio.

## Struttura e architettura

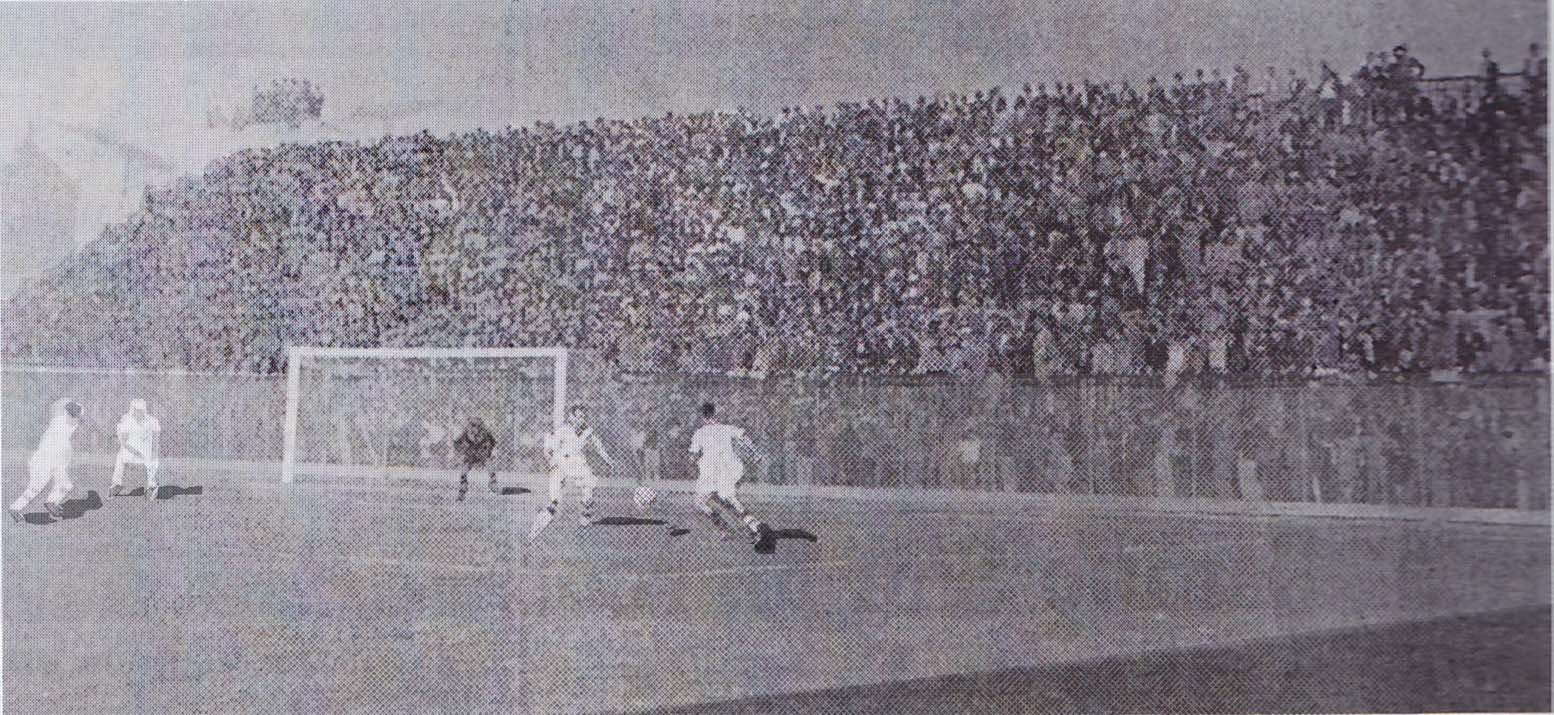
Un'azione dell'incontro Bari- del 27 settembre 1931 (il primo incontro giocato dai biancorossi in casa, in Serie A), fotografata dalla tribuna coperta. È ben visibile la gradinata ovest gremita di spettatori. Nell'immagine in alto a destra è immortalata un'azione della stessa gara sul cui sfondo c'è la murata delle tribune e le colonne in ferro che con le saette reggono la copertura.

L'estensione dell'area acquistata per la costruzione dell'impianto era di 24000 m² ed era chiusa da un muro in calcestruzzo. Il campo di calcio, circondato da rete metallica era posto al centro della proprietà. Sul lato nord (in corrispondenza di uno dei lati maggiori del campo, verso il centro della città) c'era la tribuna dei distinti, con basamento in muratura tufacea e copertura metallica sostenuta da colonne in acciaio, a sezione quadrata e decorate. Questa struttura era dotata di 700 posti a sedere. Sui lati est e ovest (e nel restante spazio del lato nord), privi di spalti, trovavano invece posto i popolari (in piedi). Al di sotto della tribuna c'erano gli spogliatoi e i ripostigli. Nel progetto iniziale era prevista, attorno al campo, una pista ciclistica che però non fu mai realizzata.

Vista prospettica dello stadio dalla gradinata ovest, poco dopo i lavori del 1931. La parte centrale della tribuna coperta, in tonalità più chiara, corrisponde alla tribuna centrale precedente ai lavori di ampliamento.

Nel 1928 furono operate alcune ristrutturazioni e fu aggiunta una tribunetta con tetto in tegole a ovest del settore distinti ed una gradinata in struttura leggera (legno e metallo) per circa 2 000 persone sul lato sud.
I lavori del 1931, che mantenennero l'assetto originario dell'opera, furono cospicui. Il campo fu spostato di quaranta metri verso via Vaccarella e le tribune distinti (di cui quella centrale elevata a 900 posti e dotata di sedili numerati in ferro) furono prolungate e vi fu aggiunto un moncone laterale a est (tutta la tribuna nord divenne quindi un corpo unico lungo 104 m e con 10 file di posti, con basamento in tufo e completamente coperto verso l'alto). Ai lati est ed ovest del campo furono aggiunte due gradinate (tutte in legno e metallo). Questa, nell'ordine, la capienza degli spalti: tribuna nord 4400 posti; gradinate sud 2000 posti; gradinate est e ovest circa 2000 posti ciascuna. L'accesso e l'uscita agli spalti dei distinti, sopraelevati di qualche metro, era assicurato da serie di doppie scalinate simmetriche poste a intervalli regolari, verso il campo; mentre l'accesso a ognuna delle altre gradinate avveniva per mezzo di due scale laterali alle stesse e di scale sottostanti alla gradinata protette da ringhiere, che "bucavano" gli spalti. L'ingresso alle gradinate est era da via Vaccarella, quello per le tribune coperte e le altre gradinate popolari da via Carbonara.

## Galleria fotografica

La tribuna distinti dello stadio vista da sud, in una fotografia scattata il 24 gennaio 1926 per la gara Liberty-Audace.